# Genevad
Genevad är en tätort i Laholms kommun i Hallands län.

## Namnet
Namnet kommer av orden gena och vad. Vattendraget som det genas över är Vessingeån, ett biflöde till Genevadsån.

## Befolkningsutveckling
| Befolkningsutvecklingen i Genevad 1960–2020 | Befolkningsutvecklingen i Genevad 1960–2020 | Befolkningsutvecklingen i Genevad 1960–2020 | Befolkningsutvecklingen i Genevad 1960–2020 | Befolkningsutvecklingen i Genevad 1960–2020 |
| ------------------------------------------- | ------------------------------------------- | ------------------------------------------- | ------------------------------------------- | ------------------------------------------- |
|                                             |                                             |                                             |                                             |                                             |
| År                                          |                                             |                                             | Folkmängd                                   | Areal (ha)                                  |
| 1960                                        | 1960                                        |                                             | 439                                         |                                             |
| 1965                                        | 1965                                        |                                             | 511                                         |                                             |
| 1970                                        | 1970                                        |                                             | 436                                         |                                             |
| 1975                                        | 1975                                        |                                             | 550                                         |                                             |
| 1980                                        | 1980                                        |                                             | 598                                         |                                             |
| 1990                                        | 1990                                        |                                             | 629                                         | 61                                          |
| 1995                                        | 1995                                        |                                             | 629                                         | 61                                          |
| 2000                                        | 2000                                        |                                             | 592                                         | 61                                          |
| 2005                                        | 2005                                        |                                             | 597                                         | 62                                          |
| 2010                                        | 2010                                        |                                             | 565                                         | 62                                          |
| 2015                                        | 2015                                        |                                             | 653                                         | 84                                          |
| 2020                                        | 2020                                        |                                             | 686                                         | 84                                          |
|                                             |                                             |                                             |                                             |                                             |

## Samhället
Bebyggelsen är till stor del villor, delvis från 1970-talet.

## Näringsliv
Orten är en gammal industriort där det tidigare funnits både sockerbruk och tegelbruk. I de gamla brukslokalerna finns idag bland annat företagen Zäta Caravan och Bewi.

## Idrott
Fotbollslaget är hopslaget med grannorten Veinge till Genevad/Veinge IF. Herrlaget spelar för närvarande i division 5.

## Klimat
Genevad innehar värmerekordet för april månad i Sverige; 29 grader registrerades den 27 april 1993.
| Månad                | Jan. | Feb. | Mar. | Apr. | Maj  | Jun. | Jul. | Aug. | Sep. | Okt. | Nov. | Dec. | Hela året |
| -------------------- | ---- | ---- | ---- | ---- | ---- | ---- | ---- | ---- | ---- | ---- | ---- | ---- | --------- |
| Medeltemperatur (°C) | -1,5 | -1,3 | 1,5  | 5,5  | 11,2 | 14,9 | 16,0 | 15,7 | 12,3 | 8,5  | 3,8  | 0,2  | 7,2       |
| Medelnederbörd (mm)  | 57   | 35   | 51   | 43   | 46   | 67   | 95   | 86   | 81   | 68   | 75   | 68   | 773       |